# Ивановский, Василий Семёнович
Васи́лий Семёнович Ивано́вский (1846, дер. Соковнино, Мещеринская волость, Чернский уезд, Тульская губерния, Российская империя — 11 августа 1911, Бухарест, Королевство Румыния) — русский революционер-народник, участник «процесса ста девяноста трёх», пропагандист, врач.

## Биография
Родился в 1843 году в деревне Соковнино Чернского уезда Тульской губернии (ныне Плавского района Тульской области) в семье православного священника. Кроме Василия, в семье воспитывались сёстры Александра, Евдокия, Прасковья; братья — Иван и Пётр.
Окончил Белевское духовное училище и Тульскую духовную семинарию.
В 1868 году поступил в Московский университет, а затем перевелся в Петербург в Императорскую медицинско-хирургическую академию. Арестован в связи с делом «нечаевцев» 12 января 1870 года по обвинению в принадлежности к «сибирскому кружку» и освобожден 31 января того года.
В 1870—1871 годах принимал деятельное участие в студенческих кружках; находился в близких отношениях с кружком Софьи Гинзбург и «чайковцами»; был представителем библиотечной студенческой комиссии и организовал при библиотеке Медико-хирургической академии «секцию книжного дела» и отдел по продаже народнической литературы.
Летом 1872 года принимал участие в организации тайных библиотек в Туле и в других городах.
Летом 1873 года был организатором «коммуны» на мызе Резвое (Шлиссельбургский уезд Санкт-Петербургская губерния); 3 сентября того года в «коммуне» был произведен обыск, вследствие подозрения в политической неблагонадёжности её участников. Состоял под негласным надзором Департамента полиции.
В 1874 году окончил Медико-хирургическую академию; был снова обыскан 20 марта 1874 году.
Служил земским врачом в селе Шеметово (Александровский уезд Владимирская губерния). Арестован в феврале 1875 года в связи с производством дознания по делу о пропаганде в империи («процесс ста девяноста трёх»), вследствие оговора А. В. Низовкиным.
Переведён в Петербург и 21 февраля 1875 года заключён в Петропавловскую крепость, откуда 16 мая того же года переведён в полицейскую часть.
19 февраля 1876 года по высочайшему повелению дело о нём разрешено в административном порядке с учреждением за ним, вследствие сношений с пропагандистами, особого полицейского надзора.
Привлекался к дознанию по делу о противоправной пропаганде («процесс 50-ти»), но по высочайшему повелению 11 ноября 1876 года дело о нём прекращено за недостатком улик.
Переехал в Москву, вёл вместе с Всеволодом Ионовым, Петром Алексеевым и Виктором Обнорским пропаганду среди рабочих и был арестован вновь в феврале 1876 года.
1 января 1877 года бежал из-под ареста из Басманного арестантского дома и эмигрировал из России за границу.
В 1877 или 1878 году переехал в Румынию, где занимался частной врачебной практикой в Сулине и Тулче под фамилией Петра Александрова.
Был центральной фигурой русской эмиграции в Румынии и принимал участие в революционном движении в России.
Умер 11 августа 1911 году в Бухаресте от болезни печени.

## Братья и сёстры
- Евдокия Семёновна Ивановская
- Прасковья Семёновна Ивановская
- Александра Семёновна Ивановская
- Ивановский, Иван Семёнович (род. около 1859 года) — воспитанник Белевского духовного училища и Тульской духовной семинарии. Привлекался к дознанию в феврале 1876 года по обвинению в участии в противоправительственном обществе для пропаганды в народе: распространял среди семинаристов запрещённые издания. Исключен из семинарии, около двух лет находился в Тульской тюрьме. По высочайшему повелению 17 июля 1877 года дело о нём разрешено в административном порядке с учреждением за ним негласного надзора.
- Ивановский, Петр Семёнович (род. около 1863 года) — учился на дому у брата Василия, а после его ареста перешёл на квартиру Евдокии Семёновны Ивановской, где и был арестован в возрасте 13 лет. Привлекался к дознанию в феврале 1876 года в Москве по обвинению в участии в противоправительственном обществе для пропаганды. Освобождён через три недели. По высочайшему повелению 17 июля 1877 года дело о нём прекращено.